# متامورا، میشیگان
متامورا (به انگلیسی: Metamora Township) یک منطقهٔ مسکونی در ایالات متحده آمریکا است که در شهرستان لپیر، میشیگان واقع شده‌است.
 متامورا ۹۱٫۵ کیلومتر مربع مساحت و ۴٬۲۴۹ نفر جمعیت دارد و ۳۲۴ متر بالاتر از سطح دریا واقع شده‌است.